# سیلیسید کلسیم
سیلیسید کلسیم (به انگلیسی: Calcium silicide) با فرمول شیمیایی CaSi۲ یک ترکیب شیمیایی است. که جرم مولی آن ۹۶٫۲۵۱ g/mol می‌باشد. شکل ظاهری این ترکیب، جامد سیاه و خاکستری است.